# Nivale Höhenstufe

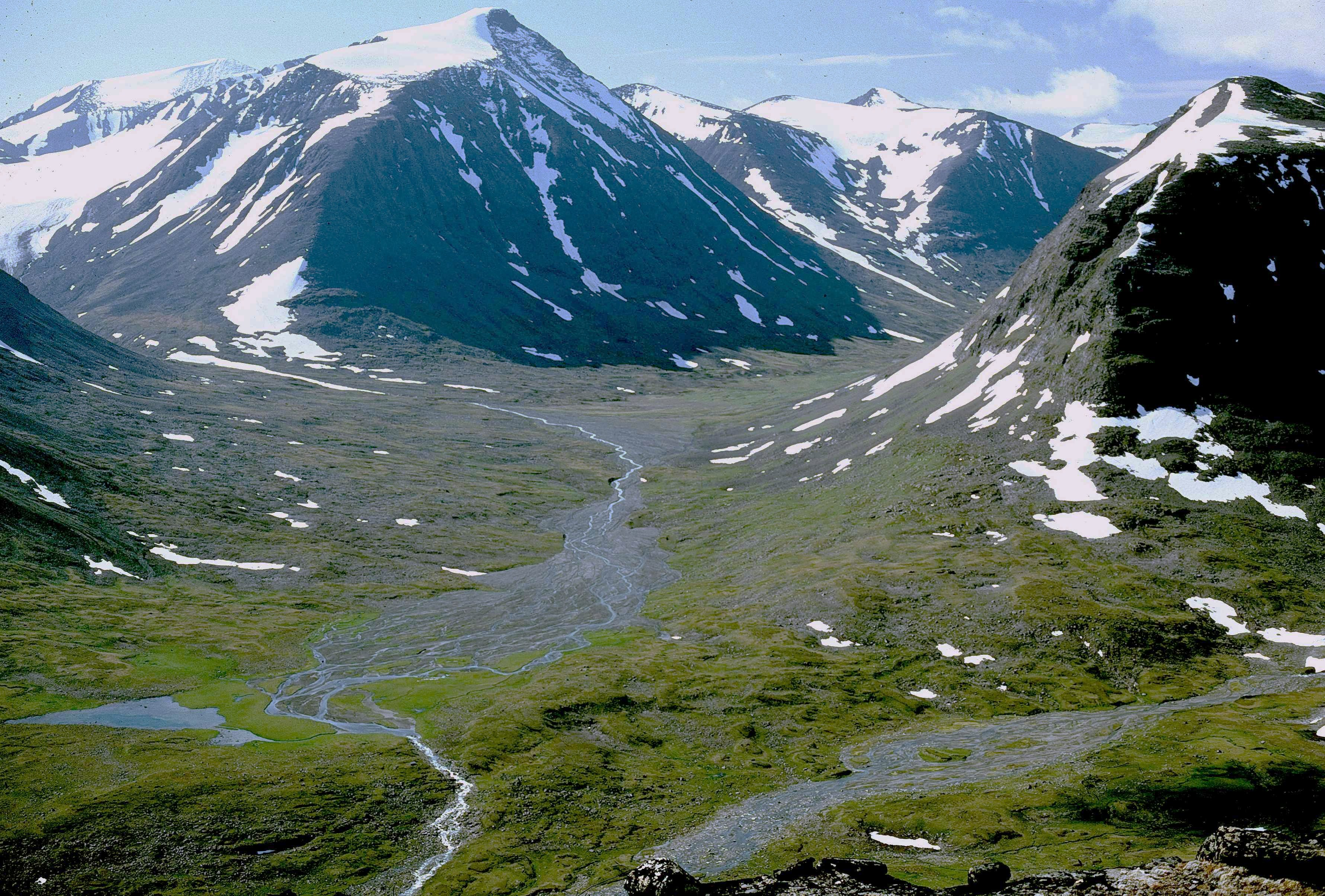
Alkavagge und Kuopervagge im nordschwedischen Nationalpark Sarek: Im Vordergrund obere Alpinstufe, im Mittelgrund subnivale Auflösungszone der Pflanzendecke, im Hintergrund die ausgeprägte, fast vegetationsfreie nivale Höhenstufe zwischen dauerhaften Schneefeldern

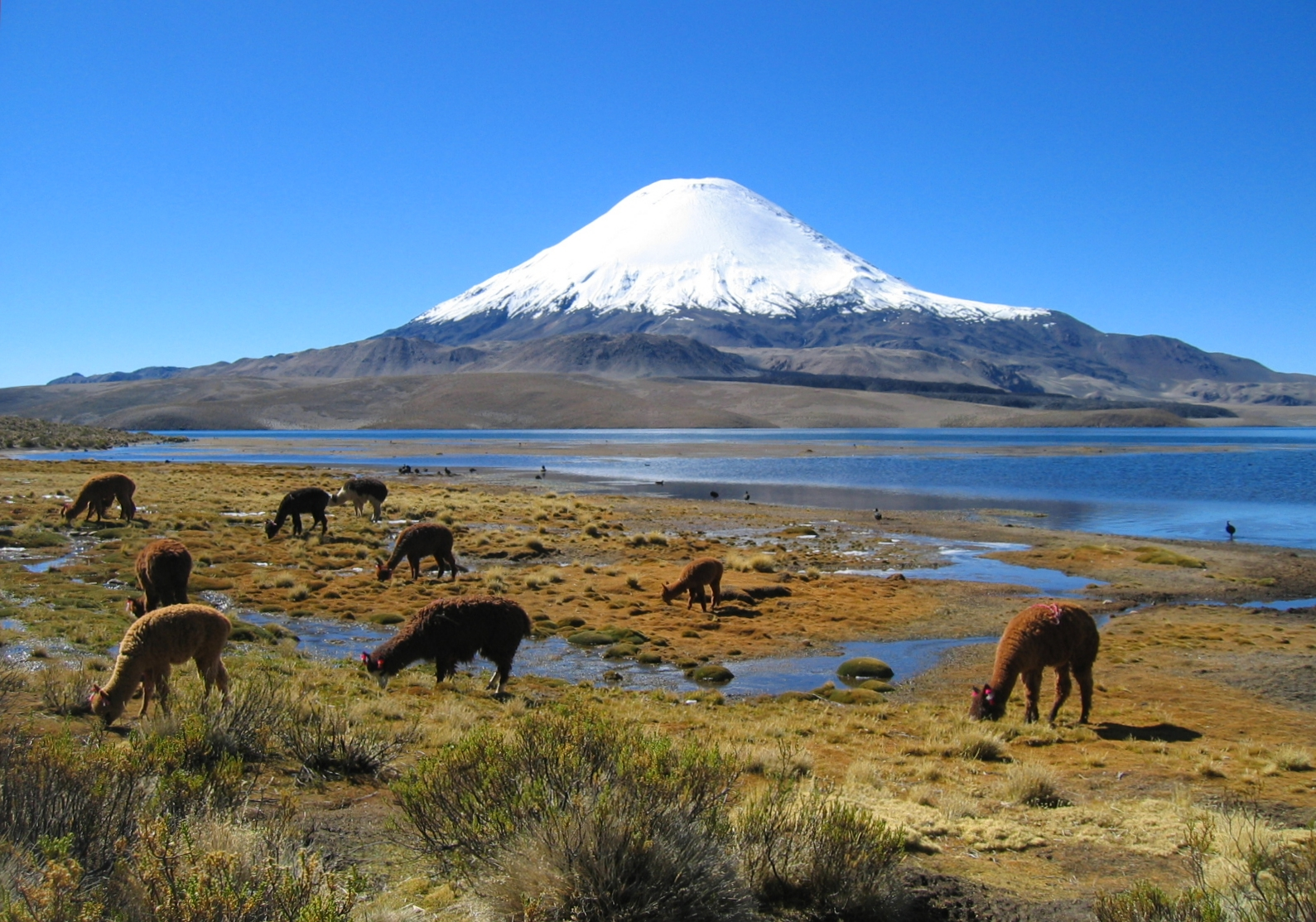
In den sommerfeuchten Tropen (hier Lago Chungará, Nord-Chile) beginnt die subnivale Stufe erst auf fast 4600 m Meereshöhe

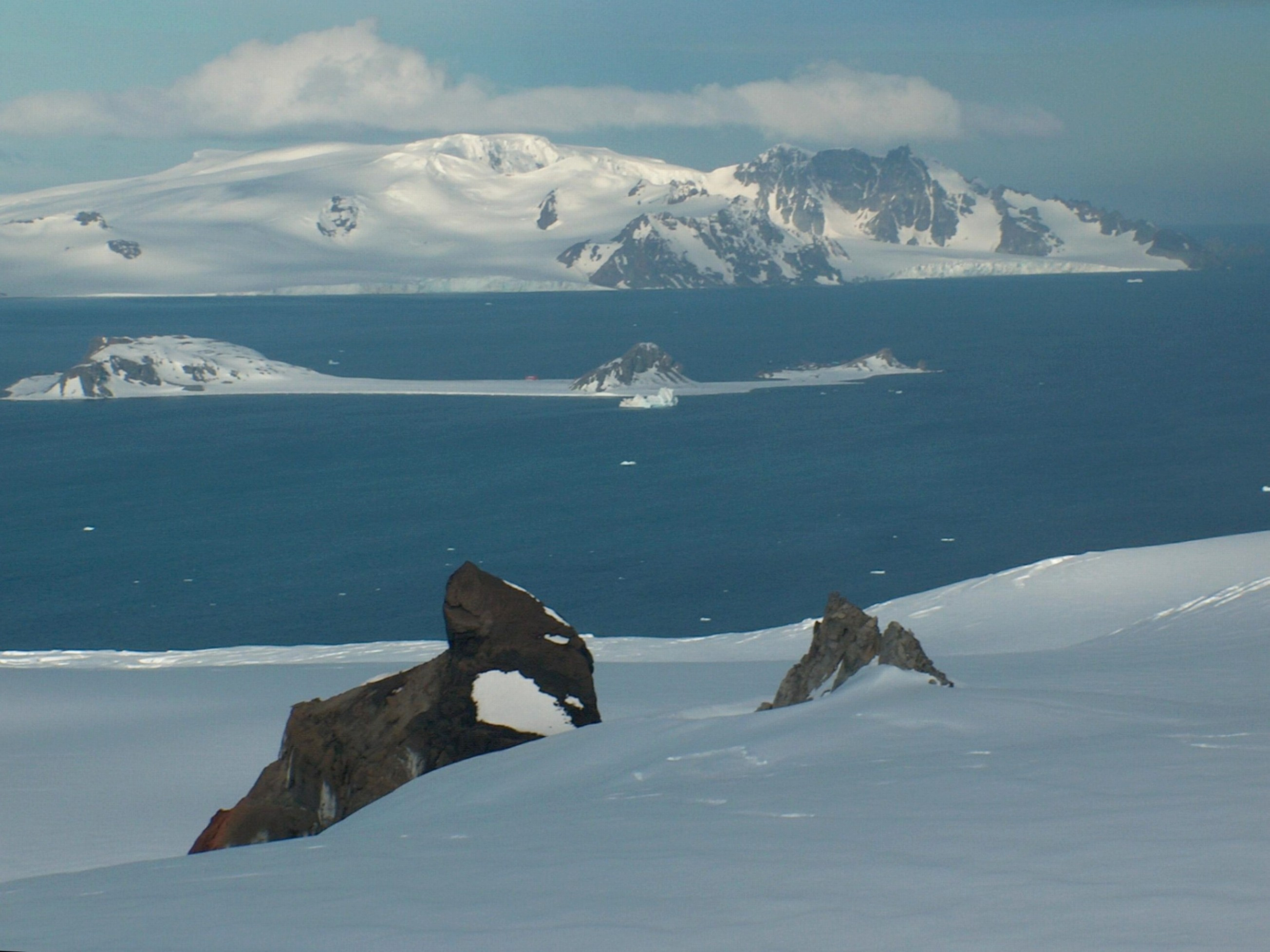
„Inseln“ im ewigen Eis – sogenannte Nunatakker – gehören zu den extremsten Lebensräumen der Erde: Auf den Kukeri-Nunatakker (Süd-Shetland-Inseln) leben Krustenflechten und an geschützten Stellen etliche Moosarten

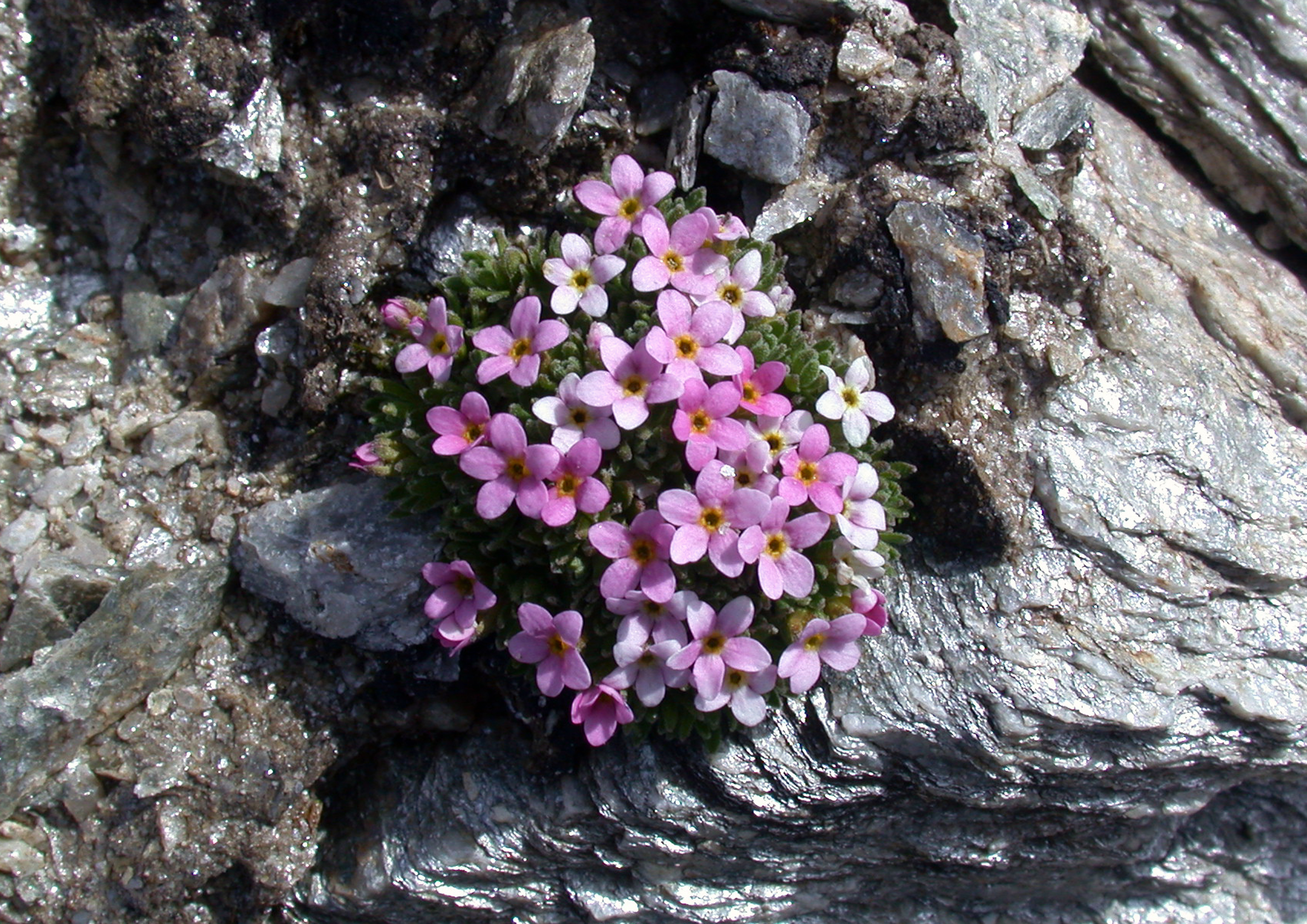
Alpen-Mannsschild, eine polsterbildende Pflanze der Nivalstufe der Alpen

Nivale Höhenstufe (von lateinisch nivalis „beschneit“, auch Nivalstufe (englisch nivale zone), Frostschuttstufe und vereinzelt Schnee-, Eis-, Felsstufe beziehungsweise daraus kombinierte Bezeichnungen) ist die orographische Bezeichnung für die oberste Vegetationsstufe vieler Hochgebirge, in der keine lückenlose Pflanzendecke mehr vorhanden ist (Auflösungszone der baumfreien, alpinen Vegetation bis zum Frostschutt), sowie für eine geomorphologische Höhenstufe, deren formbildende Prozesse von Frost (Frostverwitterung) und Schnee (Nivales Klima) bestimmt werden.
In beiden Modellen gilt die klimatische Schneegrenze – oberhalb der ganzjährig Schnee liegt – als Untergrenze der nivalen Stufe. Aus ökologisch-geobotanischer Sicht wird unterhalb davon häufig eine subnivale Übergangszone zur alpinen Höhenstufe definiert: Zumeist handelt es sich um Regionen, die bis zu vier Monaten im Jahr schneefrei sind, deren Bewuchs ist bereits nicht mehr lückenlos, sondern schon „inselartig“, gehört aber noch zum alpinen Artenspektrum. In ariden Trockenklimaten können auch grundsätzlich schneefreie Gebirgs-Kältewüsten damit gemeint sein, auch wenn sie bis in die alpine Stufe hinabreichen. Richtung Gipfelregion kann sich noch eine Gletscherstufe anschließen, die jedoch nur noch geomorphologisch differenziert wird.
In humiden Hochgebirgen wird die nivale Vegetationsstufe zum Teil in die untere (subnivale) sowie eine mittlere und obere Nivalstufe unterteilt. Nach einer Untersuchung von Christian Körner und anderen sind 0,4 % der Landoberfläche (ohne Antarktika) der nivalen Höhenstufe zuzurechnen; das sind rund 3 % aller Gebirgsregionen.
Die nivale Vegetation besteht in erster Linie aus niederen Pflanzen wie Algen, Moosen, Flechten, Bärlapppflanzen und Farnen sowie Pilzen.
Die nivale Stufe ist im Allgemeinen von schroffen Geländeformen, nacktem Fels, Gipfeln und Graten geprägt. Die wenigen Standorte der Pflanzenwelt sind extrem extrazonal (beispielsweise „Felsinseln“ im ewigen Eis, sogenannte Nunatakker) und häufig gleichzeitig azonal (wie etwa die Vegetation der Schneetälchen).

## Nomenklatur
Die Begriffe planar, kollin, montan, alpin und nival gehören in Geobotanik, Biogeographie und Ökologie zu der am weitesten verbreiteten, „klassischen“ Nomenklatur für Höhenstufen mit ihren jeweils typischen Klimata und der potenziellen natürlichen Vegetation. Obwohl sich diese Bezeichnungen, die aus der traditionellen Alpenforschung stammen, ursprünglich nur auf humide Gebirge der gemäßigten Breiten bezogen, werden sie heute (mit den bereits beschriebenen Ausnahmen) auch für Gebirge anderer Klimazonen verwendet. Aufgrund dessen kann es keine allgemeingültigen Definitionen geben, da die Abstufung immer auf die tatsächlichen Verhältnisse eines konkreten Gebirges bezogen ist. Einige Autoren benutzen daher – insbesondere bei völlig andern ökologischen Verhältnissen – abweichende Bezeichnungen und Abfolgen, um Verwechslungen und falsche Schlussfolgerungen zu vermeiden.

### Alternative Bezeichnungen
Die Bezeichnung nival ist im Gegensatz zu den Bezeichnungen für tiefere Lagen auch über die gemäßigte Zone hinaus allgemein üblich. Einige Autoren wählen jedoch für andere Klimazonen eine andere Benennung, die sich aus einer Vorsilbe und dem Namen der Klimazone zusammensetzt: Benutzt wird etwa kryo- oder kryoromediterran (für mediterrane Gebirge).
Darüber hinaus verwenden einige Autoren auch eigene Bezeichnungen – wie etwa der peruanische Geograph Javier Pulgar Vidal, der für die tropischen Anden die nivale Stufe der Janca definierte. Der klassisch lateinamerikanische Begriff Tierra nevada („Schneeland“) bezeichnet ebenfalls die Nivalregion.

## Charakteristik

### Klima und physikalische Prozesse

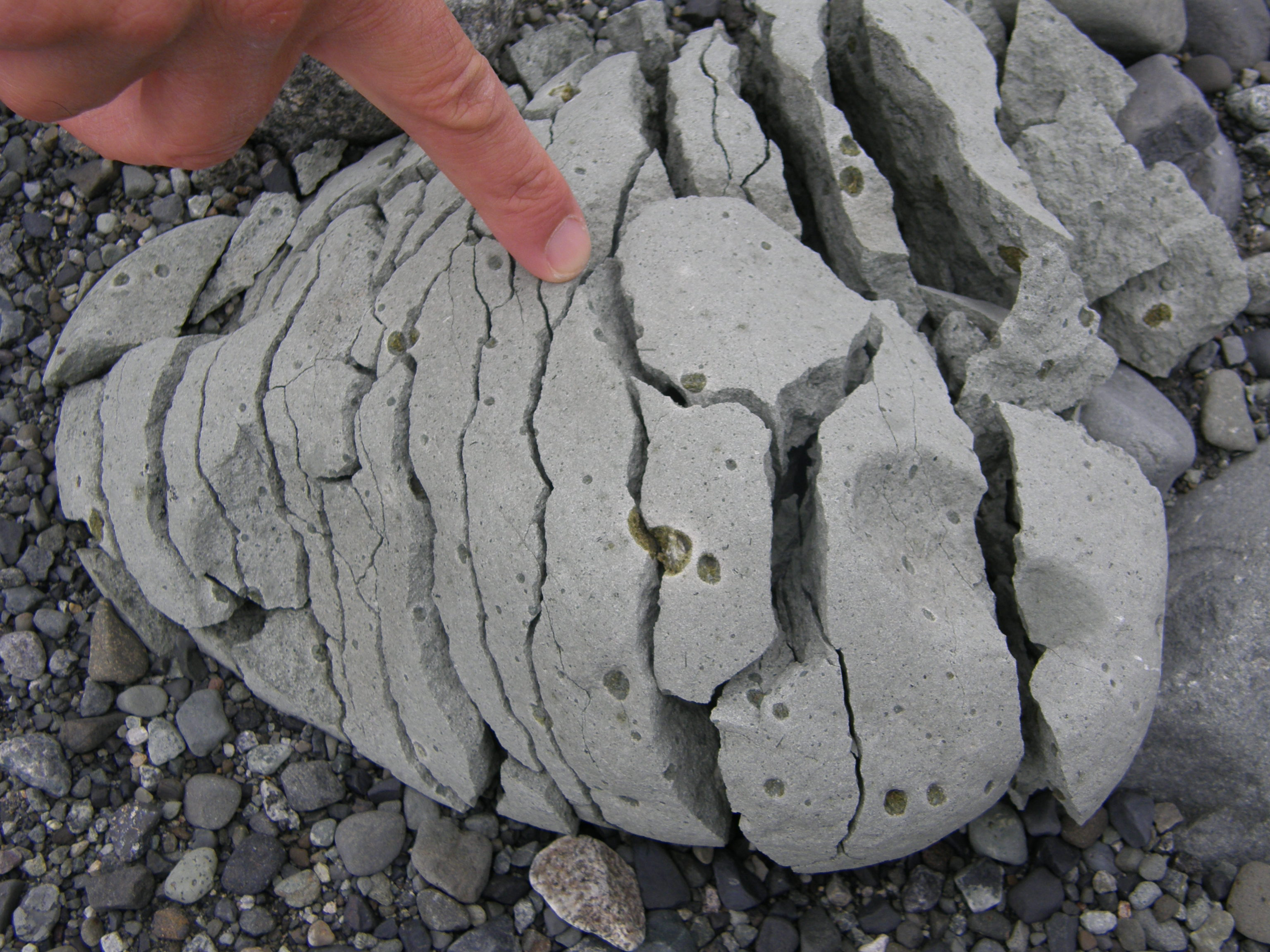
Ein typisches Phänomen der Nivalstufe ist die Frostsprengung

Bei Jahres-Mitteltemperaturen von −1° bis −2° C beginnt die Wirkung nivaler Vorgänge auf Böden und Gestein – etwa Permafrost, Frostsprengung, Geschiebe und die Entstehung von Frostmusterböden. Die Schroffheit der höchsten Gebirgsregionen ist vor allem eine Folge der Schneeformung, die aus einem Wechsel von Frostsprengung und Abtransport durch Gelifluktion beruht. Je häufiger der Temperaturwechsel von Frieren – mit einer Ausdehnung des Wasservolumens – zu Tauen, desto stärker entstehen Grate und Spitzen sowie Blockhalden. Demnach sind diese Formen im Tageszeitenklima der Tropen besonders ausgeprägt, da die Temperaturunterschiede in Tag/Nacht-Intervallen wechseln statt in Jahreszeiten-Intervallen wie in außertropischen Klimazonen.
Die Jahresmitteltemperatur nivaler Regionen liegt im Schnitt unter −3° C. Die Temperatur ist jedoch kein ausreichendes Kriterium zur Festlegung, denn während in feuchten, wolkenreichen Seeklimaten unter +4/5° C ausreichen, um eine dauerhafte Schneedecke zu erhalten, sind dazu in trockenen, sonnigen Kontinentalklimaten Jahresmittel von mindestens −10/−8° C notwendig.

### Vorgaben zur nivalen Vegetationsstufe

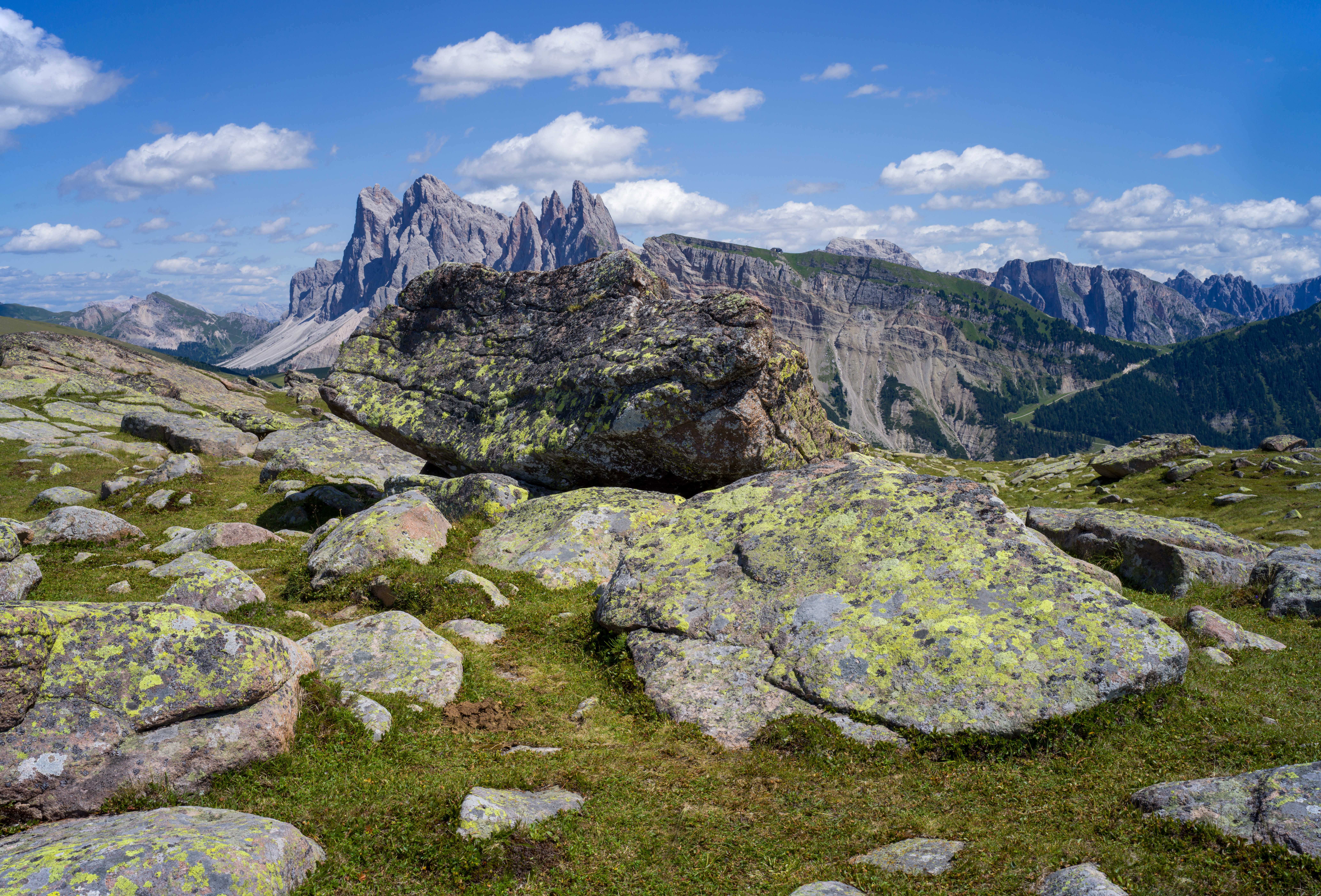
Flechten auf Felsgestein: Die eigentlichen „Herrscher“ des nivalen Lebensraumes

Während die Vegetationsstrukturen der subalpinen und alpinen Stufe aller Klimazonen deutliche Unterschiede aufweisen, gleichen sie sich weiter aufwärts im extremen Hochgebirgsklima immer mehr an, sodass die (sub)nivale Region als höchste Stufe pflanzlichen Lebens weltweit große Ähnlichkeiten aufweist.
In der unteren Nivalstufe beginnen sich die alpinen Matten in kleine Vegetationsinseln mit Gräsern, Polster- oder Rosettenpflanzen aufzulösen. Dazwischen liegen offene, steinige Böden, auf denen häufig Laubmoose, sowie in geschützten Senken Farnpflanzen oder Pilze wachsen.
Die mittlere Nivalstufe – bei der schneefreie Stellen bereits die Ausnahme sind – finden sich noch vereinzelt kriechende Polster- und Felsspaltenpflanzen.
In der oberen Nivalstufe wachsen auf offenen Flächen praktisch nur noch Thallophyten – wie Moose, Algen und Flechten. Sehr wenige Gefäßpflanzen-Arten können hier noch auf lokalklimatisch begünstigten Mikrostandorten gedeihen.

### Anwendung

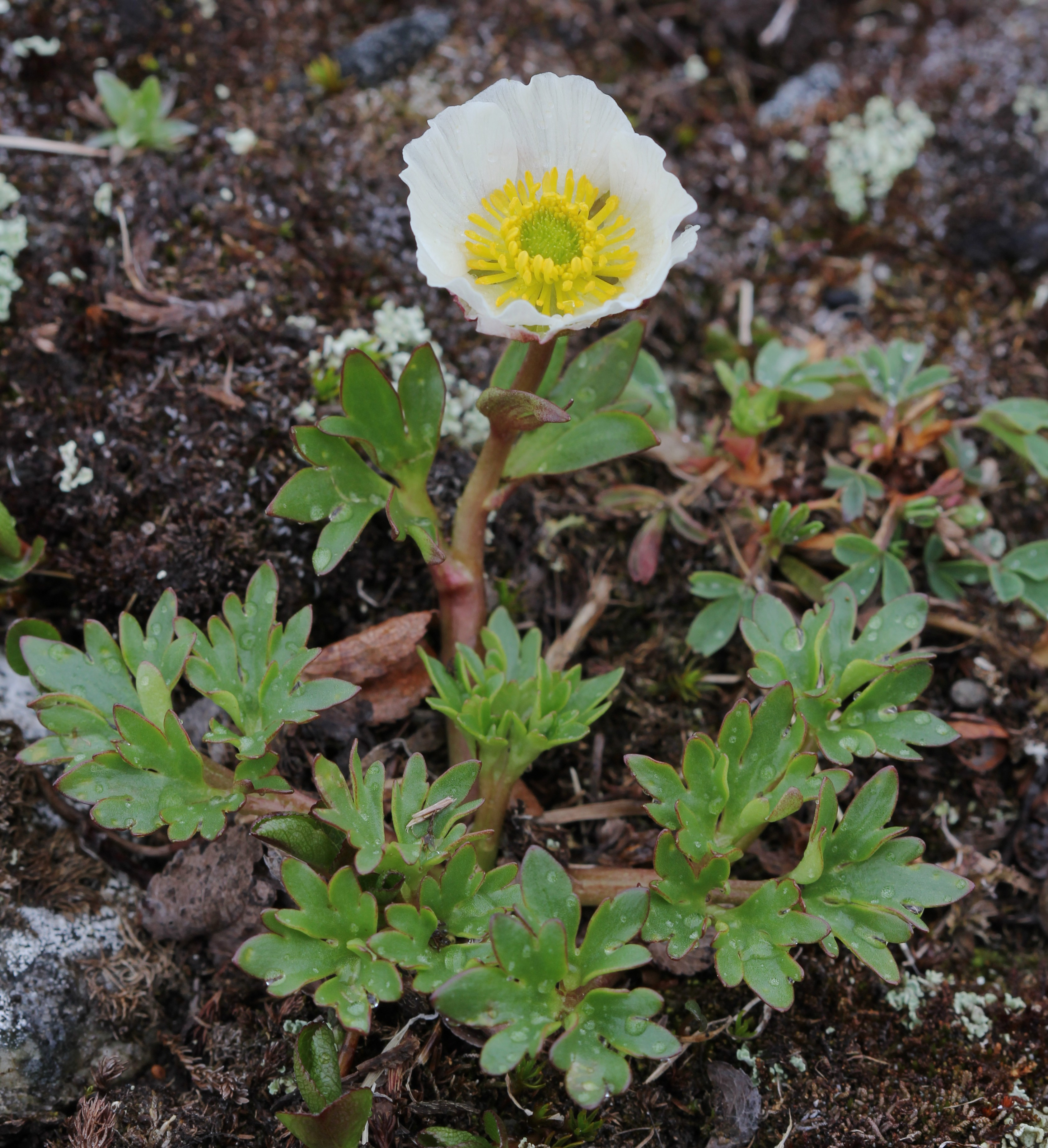
Gletscher-Hahnenfuß, eine der wenigen Blütenpflanzen der oberen nivalen Region

Die Vegetation ist aufgrund der extremen Lebensbedingungen weltweit sehr artenarm und auf die Pflanzenformationen bezogen finden sich überall die gleichen Überlebensstrategien; jedoch finden sich Richtung Äquator aufgrund der großen Isolation überdurchschnittlich viele Endemiten. Zwei Arten, die fast überall vorkommen, sind Gegenblättriger Steinbrech und Alpen-Säuerling.
Im Himalaya wurden Krustenflechten bis auf eine Höhe von 7400 m gefunden. An Blütenpflanzen können hier nur sehr wenige Arten an vereinzelten Standorten wachsen, so etwa der Gletscher-Hahnenfuß bis auf 4270 m in den Alpen oder die Alpenscharte Saussurea gnaphalodes am Mount Everest in 6400 m Meereshöhe. In den Tropen kommen einige Rosettenpflanzen und in den trocken-subtropischen Gebirgen Mittelasiens Dornpolster hinzu.

## Anthropogener Einfluss

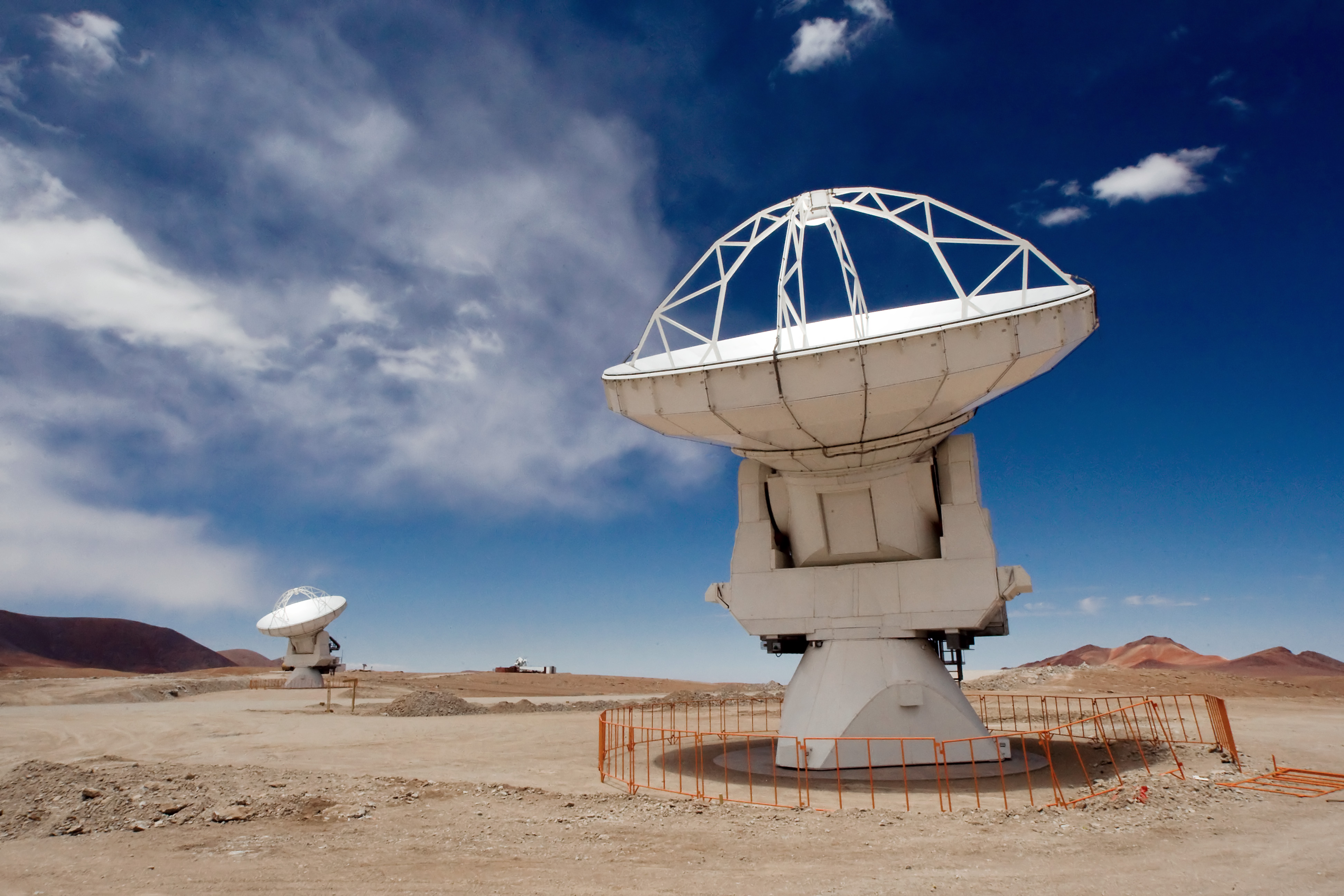
Atacama Large Millimeter/submillimeter Array, Radioteleskop in den chilenischen Anden auf rund 5000 m

Die zur sogenannten Anökumene zählenden nivalen Gebirgsregionen gehören aufgrund ihrer Abgeschiedenheit, ihrer schweren Zugänglichkeit und des extremen Klimas, dass jegliche Formen der Landwirtschaft unmöglich mach, weltweit zum allergrößten Teil zu den verbliebenen Wildnis-Regionen. Allein der Tourismus (Bergsteigen, Alpinski), wissenschaftliche Laboratorien (etwa Sternwarten) und der Abbau seltener Mineralien spielen lokal eine Rolle.
Viele nivale Regionen sind heute von der globalen Erwärmung betroffen, die die speziell angepassten Arten gefährdet: Steigende Temperaturen fördern etwa die höhenwärtige Ausbreitung von Gräsern und Blütenpflanzen.

## Beispiele für Höhenfestlegungen
Die folgende Auflistung zeigt die enormen Unterschiede anhand einiger Beispiele:
| Ökozone                                | Gebirge/Region (Land)                                                | ab          |
| -------------------------------------- | -------------------------------------------------------------------- | ----------- |
| Polare Zone                            | Brooks Range (Alaska, Vereinigte Staaten)                            | 600 m       |
| Boreale Zone                           | Chugach Mountains (Alaska, Vereinigte Staaten)                       | 1450/1550 m |
| Boreale Zone                           | Zentrales Kamtschatka-Gebirge (Russland)                             | 1500/2500 m |
| Immerfeuchte Subtropen                 | Ruapehu (Nordinsel, Neuseeland)                                      | 2000 m      |
| Feuchte Mittelbreiten                  | Westhänge der Southern Alps (Südinsel, Neuseeland)                   | 2200 m      |
| Feuchte Mittelbreiten                  | nördliche Schweizer Alpen                                            | 2400/2500 m |
| Winterfeuchte Subtropen                | Teide-Nordhang (Teneriffa)                                           | 2700 m      |
| Winterfeuchte Subtropen                | Südliche Seealpen (Frankreich)                                       | 2900 m      |
| Winterfeuchte Subtropen                | West-Kaukasus (Georgien)                                             | 2900/3000 m |
| Trockene Mittelbreiten                 | Schugnankette (Tadschikistan)                                        | 4000/4200 m |
| Immerfeuchte Tropen                    | Puncak Trikora (Neuguinea, Indonesien)                               | 4100/4200 m |
| Tropisch / subtropische Trockengebiete | Nanga Parbat Südabdachung (Pakistan)                                 | 4500 m      |
| Immerfeuchte Tropen                    | Äquatoriale Anden-Ostabdachung (Venezuela, Kolumbien, Ecuador, Peru) | 4500 m      |
| Sommerfeuchte Tropen                   | Sierra Nevada (Mexiko)                                               | 4600 m      |